# World Happiness
A World Happiness (ワールド・ハピネス) japán könnyűzenei fesztivál, melyet 2008 óta rendeznek meg a tokiói Dream Island Park színpadán.

## Fellépők

### 2008
| Left Stage | Center Stage |
| --- | --- |
| - anonymass (előzenekar) - Lastorderz - Kucsiroro - Naomi & Goro - Lily Franky - NRT320 feat. Nomija Maki - Tokyo Bravo | - Tokyo Ska Paradise Orchestra - Szuzuki Keiicsi Captain Hate and The Seasick Sailors feat. Szokabe Keiicsi - Pupa - Bonnie Pink - Ganga Zumba - Sheena & Rockets - Hasymo |

### 2009
| Left Stage | Center Stage |
| --- | --- |
| - Mi-gu - Kotringo - Takano Hirosi - Asa-chang & Dzsunrei - The Dub Flower - The Granola Boys - Szótaiszei riron | - Pupa - Love Psychedelico - Y. Sunahara - Schadaraparr - Chara - Moonriders - Yellow Magic Orchestra with Ojamada Keigo, Takada Ren, Gondó Tomohiko |

### 2010
| Left Stage | Center Stage |
| --- | --- |
| - Nihon no uta gakudan (Koike Micuko+Takada Ren+Asa-chang+Szuzuki Maszato) - Kijosi Rjúdzsin - Óhasi Trio - Kahimi Karie - Kucsiroro - Andó Júko - Sakanaction - Plastics | - Love Psychedelico - Mongol800 - Cocco - Rhymester - Pupa - Moonriders guest Kodzsima Majumi - Tokyo Ska Paradise Orchestra - Yellow Magic Orchestra with Ojamada Keigo, Takada Ren, Gondó Tomohiko |

### 2011
| Left Stage | Center Stage |
| --- | --- |
| - Okamoto’s - Kotringo - Takano Hirosi - Kimonos - Hosino Gen - Sinszei kamattecsan - Salyu × Salyu - Tóva Tei | - Mijazava Kazufumi as Ganga Zumba - Fennesz + Sakamoto - Schadaraparr - Little Creatures - The Beatniks - Sakanaction - Yuki - Yellow Magic Orchestra with Fennesz, Ojamada Keigo, Gondó Tomohiko |

### 2012
| Left Stage | Center Stage |
| --- | --- |
| - Szakai Jú - Szakamoto Miu - kotoringo+Aoki Takamasa - The Beatniks - Kyary Pamyu Pamyu - Tokyo no.1 Soul Set - Curly Giraffe - Grapevine | - Ego-Wrappin’ - Hidaka Tóru és a Fed Music - Original Love - The Beatniks - Kreva - Kimura Kaela - Okamura Jaszujuki - Yellow Magic Orchestra with Ojamada Keigo, Takada Ren, Gondó Tomohiko |

### 2013
| Dátum         | Színpad      | Előadó |
| ------------- | ------------ | --- |
| augusztus 11. | Left Stage   | - Rekisi - Kirinji - Great3 - Tokumaru Súgo - Tóva Tei - Controversial Spark (incl. Szuzuki Keiicsi) - Midnightsuns - Hika Sú |
| augusztus 11. | Center Stage | - WH13 Special Band (Szakamoto Rjúicsi, Ojamada Keigo, Szuzuki Sigeru, Koszaka Csú, Ohara Rei, Dr. kyOn, Szahasi Josijuki, Takahasi Jukihiro, Okuda Tamio, Jano Akiko, Szuzuki Keiicsi, Ónuki Taeko, Gondó Tomohiko) - Okuda Tamio - Ónuki Taeko - Salyu × Salyu - Siba Szakikó - Schadaraparr - Jano Akiko - Simizu Micsikó - Takahasi Jukihiro - Óhasi Trio |

### 2014
| Dátum         | Színpad      | Előadó |
| ------------- | ------------ | --- |
| augusztus 10. | Left Stage   | - Kimjó reitaró Travel Swing gakudan - No Lie-Sense (Szuzuki Keiicsi & Kera) - Cero - Hitorie - Akai kóen - Negoto |
| augusztus 10. | Center Stage | - Takahasi Jukihiro & Metafive (Ojamada Keigo×Szunahara Josinori×Tóva Tei×Gondó Tomohiko×Leo Imai) - Danki Groove - Hoszono Haruomi - Quruli - Kyary Pamyu Pamyu - Takahasi Jukihiro with In Phase (James Iha×Takakuva Kijosi (Curly Giraffe)×Horie Hirohisza×Gondó Tomohiko×Szuzuki Sundzsi) - Magokoro Brothers - Puffy |

### 2015
| Dátum         | Színpad      | Előadó |
| ------------- | ------------ | --- |
| augusztus 23. | Left Stage   | - Polysics - Controversial Spark - Cucsija Maszami (Kafka) - Nomija Maki with Kadzsi Hideki - Charisma.com |
| augusztus 23. | Center Stage | - Metafive (Takahasi Jukihiro×Ojamada Keigo×Szunahara Josinori×Tóva Tei×Gondó Tomohiko×Leo Imai) - Clammbon - Love Psychedelico - Schadaraparr - Kinniku sódzso tai - Szakamoto Maaja - Scandal - Triceratops |

### 2016
| Dátum         | Színpad      | Előadó |
| ------------- | ------------ | --- |
| augusztus 28. | Left Stage   | - Sibata Szatoko - Weaver - Ykiki Beat - Pocaskajan - Glim Spanky - Szuijóbi no Campanella - Ómori Jaszuko |
| augusztus 28. | Center Stage | - After School Hangout (Hajasi Tacuo & Numazava Takasi with Szuzuki Sigeru, Mori Tosijuki, Okijama Júdzsi featuring Leyona and Takahasi Jukihiro, Special Guest: Jano Akiko - Jano Akiko - Schadaraparr - Moonriders - Tokyo Ska Paradise Orchestra - Denki Groove - Metafive |